# Селективна реакція
Селективна реакція (англ. selective reaction)
- 1. Реакція, яка йде лише в одному напрямкові, тобто по одному з можливих реакційних центрів.

2. Реакція, при якій реактант, знаходячись у суміші з кількома іншими, реагує лише з одним із них, на що мають вирішальний вплив умови проведення реакції, наявність каталізатора.